# 三酸化アンチモン
三酸化アンチモン（さんさんかアンチモン、英語 Antimony trioxide、ATO）、または、三酸化二アンチモン（さんさんかにアンチモン、英語 Diantimony trioxide）とは、アンチモンの酸化物の一種。アンチモン化合物として最も重要な化学物質で、主に難燃剤、顔料、ガラスの助剤、触媒などに用いられる。
鉱物としてはバレンチン石として産出し、アルジェリアなどでは資源として採掘されている。

## 製法
主にアンチモン地金を加熱し、熔融・蒸散させ、空気中の酸素と結合したものを、電気集塵機などで回収して得る。
{\displaystyle {\ce {4Sb\ + 3O2 -> 2Sb2O3}}}
直接輝安鉱を850-1000℃に強熱する方法もあるが、三酸化ヒ素などの不純物が混じり、低品位となるため、工業的には余り用いられない。
{\displaystyle {\ce {2Sb2S3\ + 9O2 -> 2Sb2O3\ + 6SO2}}}
他に輝安鉱から、三塩化アンチモンを経て製造する方法もある。

## 性質
三酸化アンチモンは両性酸化物であり、アルカリ性の溶液に溶けるとアンチモン酸イオン H2SbO3− を、酸性溶液に溶けると様々な分子量のポリアンチモン酸を生じる。容易に酸化されて五酸化アンチモンなどのアンチモン(V) 化合物を与える。還元も受けやすく、金属アンチモンとなるが、これにはスチビンの生成が伴うこともある。

## 用途
日本、アメリカ合衆国ともに年間1万トン強の需要がある。日本は主に世界の約8割を生産する中華人民共和国のアンチモン資源に頼っており、主に製品として輸入する他、一部は地金として輸入し、日本で酸化を行っている。主な用途は以下の通り。
- 難燃剤 - 主に臭素化合物などのハロゲン化合物と共に、プラスチック、ゴムなどに添加することで、難燃性を賦与する助剤となる。テレビなど家電製品の筐体、屋外用豆電球のソケット、シーラント、繊維質の基材などに加え、火災発生、延焼を防止する。
- 清澄剤 - ガラスや琺瑯に添加することで、泡抜きを助け、透明性が上がる。
- 顔料 - 別名アンチモンホワイト（antimony white）として白色顔料とする他、黄色など他の顔料と合わせても用いられる。ブレーキライニングなどに使用することで耐摩耗性向上を図るのにも用いられる。
- 触媒 - ポリエステル繊維の重合触媒として利用される。
- 五酸化アンチモン、金属アンチモンなどの製造原料

## 毒性
皮膚や粘膜に対する弱い刺激性が認められる。消化器系からの吸収は僅かとされる。
反復投与の場合、ラットによる12か月間の動物実験から、無有害作用量（NOAEL）は0.51 mg/㎥(0.43 mg Sb/㎥）とされる。
ヒトに対しておそらく発癌性があるとされる（グループ2A）。
製法上から、微粉末として流通しているため、原料として投入する際に粉塵として飛散し、呼吸器から体内に入る可能性が高い。このため、あらかじめプラスチックと混和したマスターバッチ、液体と混和したスラリーや、ポリエチレン袋などの容器中に密閉したまま原料として使えるようにした製品もある。急性毒性はもとより、慢性毒性も小さいが、長期に渡り使用する作業者は、防塵など充分な防御措置を取り、定期的に胸部X線検査などの診断を受けることが望ましい。米国産業衛生専門家会議（ACGIH）の許容濃度（TLV）は 0.5 mg/m3。

## 法規制
日本においては毒物及び劇物指定令により単品はアンチモン化合物として劇物に指定されているが、製剤（混合物）は対象外である。
日本の厚生労働省が、2015年と2016年に行った「平成28年度化学物質による労働者の健康障害防止措置に係る検討会」において、三酸化二アンチモン及びその製剤等を『特定化学物質障害予防規則』の「管理第2類物質」に指定し、事業者に対して、これらを製造又は取り扱う作業については、発散抑制措置、作業環境測定の実施、特殊健康診断の実施等を義務付けることが必要であると結論付けられた。
具体的には、作業内容によって、粉じんを減少させるための全体換気装置等の設置、呼吸用保護具の使用し、粉じんが付着しにくい作業衣の着用等の特殊な管理が必要であり、作業場の床、窓枠等は、水洗、HEPAフィルター付き真空掃除機等によって容易に掃除できる構造とし、毎日1回以上粉塵が飛散しない方法で掃除する等の措置を講じ、作業記録を30年間保存すること等の義務付けが提言された。
ただし、合成樹脂等で固形化して粉塵のおそれがない製剤（マスターバッチ等）を取り扱う作業においては、対象から除外しても差し支えない。また、スラリー化したもの、湿潤化したものは、湿潤な状態で取り扱う場合は、密閉化、局所排気装置、プッシュプル型換気装置等の設置は必ずしも要しないとされた。今後、検討会の報告に準じて、『労働安全衛生法』等の法令改正が行われる。